# El caso María Soledad
El Caso Maria Soledad é um filme argentino de 1993.

## Elenco
- Valentina Bassi
- Alfonso De Grazia
- María José Demare
- Leonardo Di Rocco
- Carolina Fal
- Belén Blanco
- Juana Hidalgo
- Francisco Cocuzza
- Lidia Catalano
- José María López
- Alberto Segado
- Ana Acosta